# Костилева (Сучава)
Костилева (рум. Costileva) насеље је у Румунији у округу Сучава у општини Улма. Oпштина се налази на надморској висини од 840 m.

## Становништво
Према подацима из 2002. године у насељу је живело 346 становника.

### Попис2002.
| Расподела становништва по националности 2002.‍ | Расподела становништва по националности 2002.‍ | Расподела становништва по националности 2002.‍ | Расподела становништва по националности 2002.‍ | Расподела становништва по националности 2002.‍ |
| --------------------------------------------- | --------------------------------------------- | --------------------------------------------- | --------------------------------------------- | --------------------------------------------- |
|                                               |                                               |                                               |                                               |                                               |
| Румуни                                        | Румуни                                        |                                               | 22                                            | 6,4%                                          |
| Украјинци                                     | Украјинци                                     |                                               | 324                                           | 93,6%                                         |